# نيك ويبر
نيك ويبر (بالألمانية: Nick Weber)‏ (4 مايو 1995 ليبشتات ألمانيا - ) هو لاعب كرة قدم ألماني يلعب كمهاجم.

## روابط خارجية
- نيك ويبر على موقع قاعدة بيانات كرة القدم.إي يو (الإنجليزية)
- نيك ويبر على موقع بيانات كرة القدم. دي إي (الألمانية)
- نيك ويبر على موقع عالم كرة القدم.نت (الإنجليزية)
- نيك ويبر على موقع AS.com (الإسبانية)